# Jan Cornelis Baumann
Jan Cornelis Baumann (Dordrecht, 9 december 1884 - Oegstgeest, 27 september 1954) was een Nederlandse burgemeester. Baumann was lid van de Christelijk-Historische Unie (CHU)

## Leven en werk
Baumann werd in 1884 in Dordrecht geboren als zoon van Jan Cornelis Baumann, rijksopzichter van de Waterstaat, en Hermine Harmsen. Na zijn middelbareschoolopleiding werkte Baumann achtereenvolgens als ambtenaar bij de gemeenten Leimuiden, Monster en Enschede. In 1912 werd hij benoemd tot burgemeester van Oude Tonge. In 1916 volgde zijn benoeming tot burgemeester van Woubrugge. In 1917 werd hij tevens secretaris van de gemeente Woubrugge. In 1928 werd Baumann benoemd tot burgemeester van Overschie. Zijn burgemeesterschap van Overschie eindigde in 1941 toen deze gemeente werd opgeheven en bij Rotterdam werd gevoegd. Hij vestigde zich in Den Haag, waar hij de functie van waarnemend-commissaris afvoer burgerbevolking bekleedde. In 1946 werd Baumann benoemd tot burgemeester van Oegstgeest. Deze functie vervulde hij tot zijn pensioennering in 1950.
Baumann trouwde op 25 mei 1912 te Leimuiden met Johanna Pieternella Ninaber, dochter van de burgemeester van Leimuiden. Hij overleed in september 1954 op 69-jarige leeftijd in zijn woonplaats Oegstgeest. Baumann werd in 1933 benoemd tot Ridder in de Orde van Oranje-Nassau. In de Rotterdamse wijk Overschie werd in 1941 de burgemeester Baumannlaan naar hem genoemd.